# Вержино
Ве́ржино — деревня в Смоленской области России, в Сафоновском районе. Население – 77 жителей (2007 год) . Расположена в центральной части области в 4 км к северу от города Сафонова, в 7 км севернее автодороги М1 «Беларусь», на берегу реки Большая Вержа. Входит в состав Дроздовского сельского поселения.

## История
В 1861 году входила в состав Суткинской волости Дорогобужского уезда, располагалась ок. с.Овиновщина Суткинской волости. В середине 1860-х гг. часть населения была перевезена на новое место жительства, к с.Моисееву, где в настоящее время и располагается деревня Вержино.. В годы Великой Отечественной войны деревня была оккупирована гитлеровскими войсками в сентябре 1941 года, освобождена в 1943 году.

## Достопримечательности
- Могила воина-интернационалиста Казакова С.М.[4]